# Petalomonas poosilla
Petalomonas poosilla is een soort in de taxonomische indeling van de Euglenozoa. Deze micro-organismen zijn eencellig en meestal rond de 15-40 mm groot. Het organisme komt uit het geslacht Petalomonas en behoort tot de familie Astasiaceae. Petalomonas poosilla werd in 1990 ontdekt door Larsen & Patterson.